# Selección de baloncesto de Australia
La selección de baloncesto de Australia es el equipo formado por jugadores de nacionalidad australiana que representa a la Federación Australiana de Baloncesto en las competiciones internacionales organizadas por la Federación Internacional de Baloncesto (FIBA) o el Comité Olímpico Internacional (COI): los Juegos Olímpicos, la Copa Mundial de Baloncesto y el Campeonato FIBA Asia. 
Desde finales de la década de 1980, Australia se ha colocado entre los equipos de élite mundial, ya que los Boomers han alcanzado las semifinales tanto en los Juegos Olímpicos como en la Copa Mundial FIBA en muchas ocasiones. Originalmente miembro de la región FIBA Oceanía, Australia hoy en día compite en el Campeonato FIBA Asia, donde los Boomers fueron el equipo dominante en su primera aparición. El Campeonato FIBA Oceanía consistió principalmente en una competición de tres partidos contra la otra potencia regional, los Tall Blacks de Nueva Zelanda. Antes de la formación de la National Basketball League (NBL) en 1979, los jugadores de los Boomers eran seleccionados de las ligas estatales de todo el país, siendo Victoria, Australia del Sur y, en menor medida, Nueva Gales del Sur los estados dominantes. Después de la formación de la NBL, los jugadores comenzaron a ser seleccionados casi exclusivamente de esa competición durante las décadas de 1980 y 1990. 
Ocasionalmente se seleccionaban jugadores de fuera de la NBL. Mark Bradtke hizo su debut con los Boomers en 1987 mientras asistía al Instituto Australiano de Deportes (AIS) antes de ingresar a la NBL. Luc Longley hizo su debut en 1988 mientras jugaba baloncesto universitario en los Estados Unidos. Otros jugadores australianos entran en la Euroliga y en la NBA de Estados Unidos. La plantilla de los Boomers para el Mundial de 2014 incluía a cinco jugadores de la NBA: Cameron Bairstow con los Chicago Bulls, Aron Baynes con los San Antonio Spurs, Matthew Dellavedova con los Cleveland Cavaliers, y Dante Exum y Joe Ingles con los Utah Jazz. Otros tres jugadores que fueron descartados del Mundial por lesión también jugaron o jugarían más tarde en la NBA: Andrew Bogut, Ben Simmons y Patty Mills. 
Varios jugadores de equipos nacionales juveniles son estudiantes atletas del AIS o del sistema de baloncesto universitario de Estados Unidos. Algunos jugadores (por ejemplo, Longley) llegaron al equipo nacional senior mientras estaban en escuelas de Estados Unidos. A principios del siglo XXI, casi la mitad del equipo jugaba fuera de Australia. Para los Juegos Olímpicos de Londres 2012, solo dos miembros del equipo australiano tenían su base en el país: Peter Crawford y Adam Gibson, siendo este último el único miembro del equipo de la Copa del Mundo de 2014 con base en Australia. 
Australia ha participado en los torneos olímpicos de baloncesto masculino 15 veces. Los Boomers ganaron una medalla de bronce contra Eslovenia en los Juegos Olímpicos de 2020, lo que convirtió a Australia en el primer equipo fuera de las regiones de América y Europa en ganar una medalla en el evento. Australia también ha participado en 13 Copas Mundiales FIBA sin ganar una medalla, lo que convierte a Australia en la nación con la tercera mayor cantidad de apariciones en el torneo sin ganar una medalla, detrás de Canadá y Puerto Rico (ambos 14). 
Actualmente, al 23 de abril de 2025 se encuentra en 7.° puesto del Ranking Mundial FIBA.

## Historia

### Antes de la década de 1970
Australia debutó en el escenario internacional en los Juegos Olímpicos de 1956 celebrados en Melbourne. A Australia no le fue bien en la competición, ya que solo derrotó a dos equipos (Singapur y Tailandia), terminando en el puesto 12. Se sembraron las semillas para que Australia se convirtiera en un equipo habitual en eventos internacionales.
Después de no clasificarse para los Juegos Olímpicos de 1960 en Roma, Italia, Australia volvió a competir en los Juegos Olímpicos de Tokio 1964. Los australianos mejoraron su posición en Melbourne y ocuparon el noveno puesto al finalizar los juegos. Después de fracasar en su intento de clasificarse para los Juegos Olímpicos de 1968 en la Ciudad de México, los australianos quedaron en aislamiento internacional.

### Década de 1970 a 1980
No volvieron a jugar en un torneo internacional importante hasta 1970, cuando el equipo se clasificó por primera vez para el Campeonato Mundial FIBA. El equipo terminó en el puesto 12 y su única victoria fue sobre la República Árabe Unida.
En los Juegos Olímpicos de Múnich 1972, Australia cambió de guardia. Lindsay Gaze hizo su debut como entrenador, después de haber jugado en los Juegos Olímpicos de 1964. Australia volvió a terminar noveno, pero las ajustadas derrotas ante Checoslovaquia y España dejaron al equipo a sólo unas canastas de avanzar a la segunda ronda. Eddie Palubinskas fue el poseedor del segundo promedio de puntuación más alto del torneo.
En los Juegos Olímpicos de Montreal 1976, Eddie Palubinskas terminó como máximo anotador general y estableció tres récords de puntuación olímpica, incluida la mayor cantidad de puntos anotados en una sola Olimpiada hasta ese momento, con 269 puntos. Los Boomers derrotaron a México, 120-117, en un juego de tiempo extra, y derrotaron a Japón, 117-79, mientras avanzaban a la segunda ronda del torneo por primera vez, en su camino hacia el octavo lugar.
En 1978, los Boomers se dirigieron a Filipinas para el Campeonato Mundial FIBA de 1978. Australia jugó su torneo más exitoso hasta ese momento, derrotando a Checoslovaquia, República Dominicana, Filipinas (dos veces) y jugando contra Yugoslavia, eventual medallista de oro, perdiendo 105-101. Los Boomers avanzaron a la ronda semifinal y quedaron séptimos.
En los Juegos Olímpicos de Moscú 1980, los Boomers jugaron su mejor torneo olímpico hasta esa fecha, igualando el octavo puesto que obtuvieron en 1976. Los Boomers derrotaron a Italia, eventual medallista de plata, 84–77, en la ronda preliminar, pero debido a un empate a tres bandas con Italia y Cuba, el equipo no pudo avanzar a la ronda final, a pesar de 5 victorias y 2 derrotas.
Dos años después se celebró en Colombia el Campeonato Mundial FIBA 1982. Los australianos terminaron en quinto lugar.
Los Boomers fueron capitaneados en los Juegos Olímpicos de Los Ángeles 1984 por Phil Smyth, y presentaron al escenario mundial al hijo de 19 años del entrenador Lindsay Gaze, Andrew Gaze. Australia avanzó a la segunda ronda, tras victorias sobre Brasil y Alemania Occidental. Una derrota ante Italia y una victoria de 16 puntos sobre Egipto dejaron a los Boomers en una situación que debían ganar contra España para avanzar a la ronda de medallas. España tuvo una gran ventaja al comienzo de la primera mitad, pero los Boomers se defendieron y finalmente perdieron por un marcador de 101 a 93, poniendo fin a sus esperanzas de medalla con un séptimo puesto, el mejor resultado olímpico.
Después de los Juegos Olímpicos de 1984, Adrian Hurley reemplazó a Lindsay Gaze como entrenador del equipo.
El Campeonato Mundial FIBA de 1986 fue un poco decepcionante para Australia. Las derrotas ante Uruguay, Angola y la Unión Soviética durante el juego de grupo impidieron que los Boomers avanzaran y el equipo terminó en el puesto 17. Debido a una regla de la FIBA que permite un jugador naturalizado por equipo en el Campeonato Mundial, el armador nacido en Estados Unidos Cal Bruton hizo su debut en los Boomers a la edad de 32 años.
En 1987, los Boomers se enfrentaron a una serie en casa contra la Unión Soviética (conocida como Wang Superchallenge) y, aunque perdieron los 6 juegos, el equipo, con todos los jugadores seleccionados de la NBL, excepto los asistentes del Instituto Australiano de Deportes, medía 6'10" (208 cm) centro/ala-pívot Mark Bradtke que estaba haciendo su debut con los Boomers cuando tenía 17 (Bradtke haría su debut en la NBL en 1988 con los Adelaide 36ers).
Motivada por el Campeonato Mundial FIBA de 1986, Australia se presentó a los Juegos Olímpicos de Seúl 1988 con posiblemente su plantel más talentoso hasta esa fecha. Capitaneado por Phil Smyth, el equipo incluía a Andrew Gaze, Damian Keogh, Darryl Pearce, Ray Borner y el futuro centro triple ganador del campeonato de la NBA de los Chicago Bulls, Luc Longley, de 7'2" (218 cm), que asistía a la Universidad de Nuevo México. Los Boomers superaron rápidamente la primera ronda, perdiendo sólo ante la Unión Soviética, medallista de oro, y Yugoslavia, medallista de plata. Terminando en tercer lugar de su grupo, Australia avanzó a los cuartos de final, donde derrotó a España en un partido muy reñido, por un marcador de 77-74, enviando a los Boomers a sus primeras semifinales. Fueron derrotados por Yugoslavia en la semifinal y luego perdieron ante Estados Unidos (incluido el futuro jugador del Salón de la Fama de la NBA, David Robinson), que puso fin a la racha soñada de Australia con una victoria por 78 a 49 en el desempate por la medalla de bronce. A pesar de la decepcionante derrota, el cuarto puesto de los Boomers fue el mejor resultado de su historia en unos Juegos Olímpicos (o Campeonato Mundial) y solidificó su estatus como equipo en ascenso.

### Década de 1990: Gaze, Heal y Longley
Australia voló a Buenos Aires para el Campeonato Mundial FIBA de 1990. Liderados por los 24,3 puntos por partido de Andrew Gaze, la cuarta mayor cantidad en el torneo, el equipo derrotó a China, Brasil y Argentina (dos veces) en su camino hacia un respetable séptimo lugar.
En los Juegos Olímpicos de Barcelona 1992, los Boomers intentaron demostrar que su cuarto puesto en Seúl no fue una casualidad. En los primeros Juegos Olímpicos desde la disolución de la Unión Soviética, y los primeros en los que la FIBA permitió jugar a jugadores de baloncesto profesionales, Australia jugó con un respetable récord de 4-4 y un sexto lugar. Los Juegos Olímpicos de 1992 vieron el regreso del centro de la NBA Luc Longley para los Boomers.
Antes de los Juegos Olímpicos de 1992, los Boomers jugaron en una serie de tres juegos en casa contra un equipo visitante "All-Star" encabezado por la leyenda del baloncesto universitario de la NBA y la NCAA Kareem Abdul-Jabbar. Los Boomers ganaron la serie 2-1 y atrajeron un récord del baloncesto australiano de 15.000 fanáticos al Centro Nacional de Tenis en Melbourne. Los Boomers también jugaron en el Juego de Estrellas de la NBL de 1992 en el AIS Arena de Canberra contra las "USA Stars" (compuestas por jugadores importados de la NBL) que se jugó el 4 de julio y se promocionó como el ''Desafío del Día de la Independencia''. Los Boomers ganaron el juego 149-132 con Andrew Gaze anotando 43 puntos.
En el Campeonato Mundial FIBA de 1994 en Toronto, Andrew Gaze fue la estrella de los Boomers, liderando el torneo con un promedio de 23,9 puntos por partido. En las victorias sobre Puerto Rico, Corea del Sur y Cuba, Gaze anotó 34, 31 y 30 puntos, respectivamente. Australia terminó con un récord de 5-3 y terminó el torneo en quinto lugar. Esta fue la última aparición de Phil Smyth en el Campeonato Mundial como jugador. 
Smyth, el veterano capitán y armador del equipo jugaría por última vez para los Boomers en marzo de 1995 en el Juego 4 de una serie de 5 juegos contra los All-Stars Magic Johnson en gira frente a una sala llena (12,000) en el Centro de Entretenimiento de Sídney. Los Boomers perdieron tanto en Adelaida como en Brisbane y finalmente fueron barridos 5-0 por los All-Stars (que incluían a las ex estrellas de la NBA Magic Johnson y Mark Aguirre). Empujaron a los visitantes hasta el final en el Juego 3 en el Centro Nacional de Tenis, mientras los juegos 4 (Sydney) y 5 (Perth Entertainment Center) pasaron a tiempo extra. Sin embargo, la serie vio a los Boomers sin 4 de sus 5 titulares habituales y solo Andrew Vlahov, que capitaneó el equipo, jugó los 5 partidos. Para los Boomers faltaban Andrew Gaze (que jugaba en Grecia), Shane Heal, Mark Bradtke y Luc Longley, que jugaba para los Chicago Bulls. 
Los Juegos Olímpicos de Atlanta 1996 fueron otra sólida actuación para Australia. Dirigido por Andrew Gaze y con Shane Heal, el equipo avanzó a lo largo de la competencia inicial, perdiendo solo ante Yugoslavia, eventual medallista de plata, y anotando más de 100 puntos en todos los demás juegos preliminares. En los cuartos de final, los Boomers jugaron un partido muy reñido contra Croacia. El juego llegó hasta el final, cuando el delantero Tony Ronaldson anotó un triple para ganar el juego y avanzar a Australia a las semifinales. Allí se enfrentaron a Estados Unidos, que contaba con una plantilla de jugadores profesionales de la NBA, y los Boomers fueron derrotados 101–73. Lituania derrotaría a Australia en el juego por la medalla de bronce y los Boomers igualaron su cuarto puesto de 1988. 
Justo antes de los Juegos Olímpicos de 1996, los Boomers jugaron contra Estados Unidos en un partido de preparación. El partido, jugado en el Delta Center de Salt Lake City, lo ganó Estados Unidos 118–77, aunque Heal encabezó a todos los anotadores con 28 puntos, incluidos 8 de 12 triples. Heal tuvo una batalla con la superestrella de la NBA Charles Barkley durante el juego y los dos casi llegaron a las manos en un momento, aunque se abrazaron con respeto mutuo en la cancha después del juego.
Después de su emocionante carrera en Atlanta, los Boomers llegaron a Grecia para el Campeonato Mundial FIBA de 1998 con grandes esperanzas. Shane Heal y Andrew Gaze terminaron entre los cinco mejores anotadores, con promedios de 17,0 y 16,9 puntos por partido, respectivamente; pero una derrota ante Estados Unidos dejó a Australia fuera de la contienda por la medalla. Los Boomers terminaron el torneo de manera respetable con victorias sobre Canadá y Brasil, y terminaron en noveno lugar. 

### Década de 2000: Juegos Olímpicos de Sídney, Juegos de la Commonwealth y Bogut
Los Juegos Olímpicos de 2000 se proyectaban como un asunto extremadamente emocionante para los Boomers, ya que jugaron como anfitriones en Sídney. A pesar de las derrotas en sus dos primeros partidos, Australia se recuperó muy bien y ganó los siguientes cuatro partidos contra Rusia, Angola y España, para impulsarlos a los cuartos de final, donde derrotaron a Italia. Pero la primera medalla de baloncesto de Australia no llegó, ya que Francia ganó el partido de semifinal y Lituania capturó el juego por la medalla de bronce. Aunque no lograron su objetivo de obtener una medalla, los Boomers dieron a la afición local mucho de qué alegrarse, en su camino hacia el cuarto puesto.
Después de no poder clasificarse para el Campeonato Mundial FIBA 2002, los Boomers llegaron a los Juegos Olímpicos de Atenas 2004 con hambre de victoria. Capitaneada por Shane Heal y con la futura primera selección del Draft de la NBA, Andrew Bogut, en su debut internacional, Australia luchó duro en su camino hacia el noveno lugar.
A principios de 2006, Australia participó en la primera competición de baloncesto de los Juegos de la Commonwealth en su ciudad natal, Melbourne, y finalizó el torneo invicta para llevarse la medalla de oro. Más tarde, en 2006, en el Campeonato Mundial FIBA en Japón, Australia fue liderada en anotaciones por Andrew Bogut, CT Bruton y Jason Smith. A pesar de sus esfuerzos, los Boomers no lograron clasificarse para las rondas de playoffs y terminaron empatados en el noveno lugar.
Los Boomers ingresaron a los Juegos Olímpicos de Pekín 2008 con una de sus plantillas más talentosas hasta la fecha, que incluía a Andrew Bogut, CT Bruton, el capitán Matthew Nielsen y Patty Mills, en su debut internacional. A pesar de su juventud, Mills tenía buena mano, anotó más de 20 puntos en varias ocasiones y lideró al equipo con un promedio de 14,2 puntos por partido. Australia llegó a los cuartos de final, pero Estados Unidos, medallista de oro, eliminó a los Boomers al final del juego, terminando su racha con un séptimo lugar.

### Década de 2010: jugadores adicionales de la NBA
Los Boomers se clasificaron para el Campeonato Mundial FIBA 2010 en Turquía y quedaron décimo en la general. En 2011, Kyrie Irving, seleccionado número uno del draft de la NBA, nacido en Melbourne, consideró declarar su lealtad internacional a Australia para poder competir en los Juegos Olímpicos de 2012, pero finalmente optó por esperar a la selección internacional de Estados Unidos.
A pesar de que Irving rechazó la oferta para representar a su país de nacimiento, los Boomers ingresaron a los Juegos Olímpicos de Londres 2012 con posiblemente su plantilla más talentosa desde 2000, aunque les faltaba su pívot estrella Andrew Bogut, quien estaba fuera por una fractura de tobillo. Australia llegó a los cuartos de final con un récord de 3-2 en victorias y derrotas, pero Estados Unidos, medallista de oro, alejó a los Boomers al final del juego, terminando su carrera con un séptimo lugar nuevamente.
Después de los Juegos Olímpicos de Londres, Brett Brown anunció su decisión de dejar el cargo de entrenador en jefe de los Boomers, citando su deseo de pasar más tiempo con su familia en los Estados Unidos. En diciembre de 2012, Basketball Australia aún no había anunciado su reemplazo, aunque uno de sus asistentes, el entrenador doble ganador del campeonato de la National Basketball League con los New Zealand Breakers, Andrej Lemanis, era uno de los favoritos para ganar el puesto.
El 24 de abril de 2013, Lemanis fue anunciado como el nuevo entrenador en jefe de los Boomers.
Al ganar el Campeonato FIBA Oceanía 2013, Australia se clasificó para la Copa Mundial de Baloncesto FIBA 2014 en España. Australia quedó incluida en el Grupo D, junto con Lituania, Eslovenia, Angola, México y Corea del Sur. Después de sufrir una derrota en la primera ronda por 90-80 ante Eslovenia, Australia se recuperó, logrando tres victorias consecutivas sobre Corea del Sur, Lituania y México, la primera vez en 16 años que Australia ganó 3 partidos consecutivos en la Copa Mundial FIBA. Sin embargo, en su siguiente partido Australia sufrió una derrota 91-83 ante Angola, que se produjo a pesar de liderar por 15 puntos a mediados del tercer cuarto. Este resultado, combinado con la victoria de Lituania por 67-64 sobre Eslovenia, significó que Australia terminó tercera en su grupo, clasificándose para la fase eliminatoria del torneo.
Debido a que Australia terminaría tercero si perdiera, y terminar tercero beneficiaría a Australia más que terminar segundo, combinado con las ausencias de jugadores clave como Aron Baynes y Joe Ingles, llevaron a acusaciones de que Australia perdió deliberadamente su partido contra Angola para terminar tercero en su grupo y, como resultado, evitar a Estados Unidos hasta las semifinales, con el jugador de baloncesto esloveno Goran Dragić publicando: ''¡¡El baloncesto es un deporte hermoso, no hay lugar para arreglar el juego como hoy entre Australia y Angola!! @FIBA debería hacer algo sobre eso!'' en Twitter. Sin embargo, estas afirmaciones fueron negadas por el entrenador de los Boomers, Andrej Lemanis. El 26 de noviembre de 2014, la FIBA absolvió a Australia del tanque.
Australia se enfrentó a Turquía, número 7 del mundo, en la fase eliminatoria del torneo. Australia sufrió una derrota por 65-64 ante Turquía, poniendo fin a su campaña en la Copa del Mundo, lo que significa que para la undécima Copa del Mundo, Australia regresaría a casa con las manos vacías. 
Antes de los Juegos Olímpicos de Río 2016, Australia vio un aumento en el número de locales reclutados para la NBA. Junto con el ex seleccionado número 1 del draft de la NBA, Andrew Bogut, Dante Exum fue elegido con la quinta selección en el draft de la NBA de 2014 y Ben Simmons fue seleccionado con la primera selección en el draft de la NBA de 2016, sumándose a los jugadores australianos de la NBA ya establecidos como Patty Mills, Matthew Dellavedova, Joe Ingles y Aron Baynes. El delantero Thon Maker también fue seleccionado con la décima selección en el draft de la NBA de 2016. A pesar de que Exum, Maker y Simmons eligieron no competir en los Juegos Olímpicos de 2016, los australianos igualaron su mejor actuación al llegar a las semifinales y perder el desempate por la medalla de bronce contra España por un punto. 

### 2017: paso al baloncesto asiático
En agosto de 2015, FIBA anunció que Australia se uniría a la zona asiática de baloncesto para futuros torneos, comenzando con el Campeonato FIBA Asia 2017. Los Boomers obtuvieron la victoria en su aparición inaugural en el Campeonato FIBA Asia y centraron su atención en las eliminatorias para la Copa Mundial FIBA 2019 contra rivales asiáticos. En julio de 2018, durante el tercer cuarto de su partido contra Filipinas para la clasificación para la Copa Mundial de Baloncesto FIBA 2019 (Asia), el jugador filipino Roger Pogoy golpeó a Chris Goulding con una dura falta que provocó que su compañero Daniel Kickert tomara represalias con un codazo que provocó una pelea a gran escala entre australianos y filipinos. Se impusieron suspensiones y multas a los involucrados, incluidos jugadores de ambos equipos, entrenadores filipinos y árbitros, por no controlar el juego. Después de clasificarse para la Copa Mundial FIBA 2019, Australia alcanzó las semifinales por primera vez y terminó el torneo en cuarto lugar.

### Década de 2020: avance olímpico y más jugadores de la NBA
En los Juegos Olímpicos de Tokio 2020, liderados por los veteranos Patty Mills, Joe Ingles y el recién llegado Matisse Thybulle, los Boomers lograron reclamar su primera medalla internacional, derrotando a una Eslovenia liderada por Luka Dončić, 107–93. Mills anotaría 42 puntos en el partido decisivo. Los Boomers atravesaron la fase de grupos invictos y Mills sería nombrado para el torneo Five All-Star. Se reclutó a un jugador australiano adicional en la NBA con selecciones de primera ronda, incluida el pick 18 de 2020, Josh Green, el pick 6 de 2021, Josh Giddey, y el pick 8 de 2022, Dyson Daniels.

## Plantilla
- Lista de jugadores convocados que disputaron la Copa Mundial de Baloncesto de 2023.[19][20]

| Australia                  | Australia        | Australia | Australia | Australia | Australia              |
| Num                        | Jugador          | Pos       | Altura    | Edad      | Equipo                 |
| -------------------------- | ---------------- | --------- | --------- | --------- | ---------------------- |
| 1                          | Dyson Daniels    | B         | 2,03 m    | 20        | Atlanta Hawks          |
| 2                          | Matisse Thybulle | E         | 1,96 m    | 26        | Portland Trail Blazers |
| 3                          | Josh Giddey      | E         | 2,03 m    | 20        | Chicago Bulls          |
| 4                          | Chris Goulding   | E         | 1,92 m    | 34        | Melbourne United       |
| 5                          | Patty Mills      | B         | 1,83 m    | 35        | Atlanta Hawks          |
| 6                          | Josh Green       | A         | 2,01 m    | 22        | Dallas Mavericks       |
| 7                          | Joe Ingles       | A         | 2,06 m    | 35        | Orlando Magic          |
| 9                          | Xavier Cooks     | A         | 2,03 m    | 28        | Washington Wizards     |
| 11                         | Dante Exum       | B         | 1,96 m    | 28        | Dallas Mavericks       |
| 14                         | Jack White       | A         | 2,00 m    | 26        | Oklahoma City Thunder  |
| 15                         | Nick Kay         | AP        | 2,06 m    | 31        | Shimane Susanoo Magic  |
| 26                         | Duop Reath       | P         | 2,11 m    | 27        | Al Riyadi              |
| Entrenador: Brian Goorjian |                  |           |           |           |                        |

## Partidos

### Próximos encuentros
| Fecha                   | Ciudad       | Competición                | Local      |                       | Resultado |                           | Visitante      |
| ----------------------- | ------------ | -------------------------- | ---------- | --------------------- | --------- | ------------------------- | -------------- |
| 12 de julio de 2022     | Yakarta      | Copa FIBA Asia 2022        | Jordania   | Bandera de Jordania   | 60:78     | Bandera de Australia      | Australia      |
| 14 de julio de 2022     | Yakarta      | Copa FIBA Asia 2022        | Australia  | Bandera de Australia  | 76:52     | Bandera de Arabia Saudita | Arabia Saudita |
| 16 de julio de 2022     | Yakarta      | Copa FIBA Asia 2022        | Australia  | Bandera de Australia  | 78:53     | Bandera de Indonesia      | Indonesia      |
| 21 de julio de 2022     | Yakarta      | Copa FIBA Asia 2022        | Australia  | Bandera de Australia  | 99:85     | Bandera de Japón          | Japón          |
| 23 de julio de 2022     | Yakarta      | Copa FIBA Asia 2022        | Australia  | Bandera de Australia  | 85:76     | Bandera de Nueva Zelanda  | Nueva Zelanda  |
| 24 de julio de 2022     | Yakarta      | Copa FIBA Asia 2022        | Líbano     | Bandera de Líbano     | 73:75     | Bandera de Australia      | Australia      |
| 25 de agosto de 2022    | Madinat 'Isa | Clasificación Mundial 2023 | Baréin     | Bandera de Baréin     | 50:104    | Bandera de Australia      | Australia      |
| 29 de agosto de 2022    | Bendigo      | Clasificación Mundial 2023 | Australia  | Bandera de Australia  | 98:68     | Bandera de Irán           | Irán           |
| 11 de noviembre de 2022 | Astaná       | Clasificación Mundial 2023 | Kazajistán | Bandera de Kazajistán | 50:97     | Bandera de Australia      | Australia      |
| 14 de noviembre de 2022 | Teherán      | Clasificación Mundial 2023 | Irán       | Bandera de Irán       | 20:0      | Bandera de Australia      | Australia      |
| 23 de febrero de 2023   | Melbourne    | Clasificación Mundial 2023 | Australia  | Bandera de Australia  | 83:51     | Bandera de Baréin         | Baréin         |
| 26 de febrero de 2023   | Melbourne    | Clasificación Mundial 2023 | Australia  | Bandera de Australia  | 98:53     | Bandera de Kazajistán     | Kazajistán     |
| 25 de agosto de 2023    | Okinawa      | Copa Mundial 2023          | Finlandia  | Bandera de Finlandia  | 72:98     | Bandera de Australia      | Australia      |
| 27 de agosto de 2023    | Okinawa      | Copa Mundial 2023          | Australia  | Bandera de Australia  | 82:85     | Bandera de Alemania       | Alemania       |
| 29 de agosto de 2023    | Okinawa      | Copa Mundial 2023          | Australia  | Bandera de Australia  | 109:89    | Bandera de Japón          | Japón          |
| 1 de septiembre de 2023 | Okinawa      | Copa Mundial 2023          | Eslovenia  | Bandera de Eslovenia  | 91:80     | Bandera de Australia      | Australia      |
| 3 de septiembre de 2023 | Okinawa      | Copa Mundial 2023          | Australia  | Bandera de Australia  | 100:84    | Bandera de Georgia        | Georgia        |

## Entrenadores
| - Lindsay Gaze: 1972–1984 / 1994 - Adrian Hurley: 1985–1993 - Barry Barnes: 1995–2000 - Phil Smyth: 2001 |  | - Brian Goorjian: 2001–2008 - Brett Brown: 2009–2012 - Andrej Lemanis: 2013–2019 - Brett Brown: 2019–2020 |  | - Will Weaver: 2020 - Brian Goorjian: 2021–presente - Rob Beveridge: 2022 (interino) |

## Jugadores destacados
| - David Andersen - Chris Anstey - Daniel Kickert - Aron Baynes - Andrew Bogut - David Barlow - Jonah Bolden - Ray Borner - Mark Bradtke - Ryan Broekhoff - C.T. Bruton - Martin Cattalini - Matthew Dellavedova - Mark Dalton - Brad Dalton - Ian Davies - John Dorge - Frank Drmic - Dante Exum |  | - Andrew Gaze - Lindsay Gaze - Adam Gibson - Brian Goorjian - Ricky Grace - Josh Green - Scott Fisher - Shane Heal - Adrian Hurley - Joe Ingles - Damian Keogh - Leroy Loggins - Luc Longley - Brett Maher - Thon Maker - Aleks Marić - Damian Martin - Mangok Mathiang - Mike McKay |  | - Sam Mackinnon - Patty Mills - Danny Morseu - Brad Newley - Matt Nielsen - Eddie Palubinskas - Darryl Pearce - John Rillie - Paul Rogers - Tony Ronaldson - Glen Saville - Luke Schenscher - Larry Sengstock - Jason Smith - Phil Smyth - Matisse Thybulle - Andrew Vlahov - Bill Wyatt |  |

## Historial

### Copa Mundial
Resultado General: 8.º puesto
| Copa Mundial de Baloncesto |
| --- |
| - 1950: No calificó - 1954: No calificó - 1959: No calificó - 1963: No calificó - 1967: No calificó - 1970: 12° Lugar - 1974: 12° Lugar - 1978: 7° Lugar - 1982: 5° Lugar - 1986: 17° Lugar - 1990: 7° Lugar - 1994: 5° Lugar - 1998: 9° Lugar - 2002: No calificó - 2006: 13° Lugar - 2010: 10° Lugar - 2014: 12° Lugar - 2019: 4° Lugar - 2023: 10° Lugar - 2027: TBD |

### Juegos Olímpicos
| Baloncesto en los Juegos Olímpicos |
| --- |
| - Berlín 1936: No calificó - Londres 1948: No calificó - Helsinki 1952: No calificó - Melbourne 1956: 12° Lugar - Roma 1960: No calificó - Tokio 1964: 9° Lugar - México 1968: No calificó - Múnich 1972: 9° Lugar - Montreal 1976: 8° Lugar - Moscú 1980: 8° Lugar - Los Ángeles 1984: 7° Lugar - Seúl 1988: 4° Lugar - Barcelona 1992: 6° Lugar - Atlanta 1996: 4° Lugar - Sídney 2000: 4° Lugar - Atenas 2004: 9° Lugar - Pekín 2008: 7° Lugar - Londres 2012: 7° Lugar - Río 2016: 4° Lugar - Tokio 2020: - París 2024: 6° Lugar |

### Campeonato FIBA Asia
| Campeonato FIBA Asia | Campeonato FIBA Asia | Campeonato FIBA Asia | Campeonato FIBA Asia | Campeonato FIBA Asia | Campeonato FIBA Asia |
| -------------------- | -------------------- | -------------------- | -------------------- | -------------------- | -------------------- |
| - 1960: No participó |                      | - 1983: No participó |                      | - 2005: No participó |                      |
| - 1963: No participó |                      | - 1985: No participó |                      | - 2007: No participó |                      |
| - 1965: No participó |                      | - 1987: No participó |                      | - 2009: No participó |                      |
| - 1967: No participó |                      | - 1989: No participó |                      | - 2011: No participó |                      |
| - 1969: No participó |                      | - 1991: No participó |                      | - 2013: No participó |                      |
| - 1971: No participó |                      | - 1993: No participó |                      | - 2015: No participó |                      |
| - 1973: No participó |                      | - 1995: No participó |                      | - 2017:              |                      |
| - 1975: No participó |                      | - 1997: No participó |                      | - 2022:              |                      |
| - 1977: No participó |                      | - 1999: No participó |                      | - 2025: ?            |                      |
| - 1979: No participó |                      | - 2001: No participó |                      |                      |                      |
| - 1981: No participó |                      | - 2003: No participó |                      |                      |                      |

### Campeonato FIBA Oceanía
| Campeonato FIBA Oceanía | Campeonato FIBA Oceanía | Campeonato FIBA Oceanía | Campeonato FIBA Oceanía | Campeonato FIBA Oceanía | Campeonato FIBA Oceanía |
| ----------------------- | ----------------------- | ----------------------- | ----------------------- | ----------------------- | ----------------------- |
| - 1971:                 |                         | - 1989:                 |                         | - 2005:                 |                         |
| - 1975:                 |                         | - 1991:                 |                         | - 2007:                 |                         |
| - 1978:                 |                         | - 1993:                 |                         | - 2009:                 |                         |
| - 1979:                 |                         | - 1995:                 |                         | - 2011:                 |                         |
| - 1981:                 |                         | - 1997:                 |                         | - 2013:                 |                         |
| - 1983:                 |                         | - 1999: No participó    |                         | - 2015:                 |                         |
| - 1985:                 |                         | - 2001:                 |                         |                         |                         |
| - 1987:                 |                         | - 2003:                 |                         |                         |                         |

## Palmarés
- Juegos Olímpicos:
  -  Tercer lugar (1): 2020

- Campeonato FIBA Oceanía:
  -   Campeón (19): 1971, 1975, 1978, 1979, 1981, 1983, 1985, 1987, 1989, 1991, 1993, 1995, 1997, 2003, 2005, 2007, 2011, 2013, 2015
  -  Subcampeón (2): 2001, 2009

- Campeonato FIBA Asia:
  -   Campeón (2): 2017, 2022

- FIBA Diamond Ball:
  -   Campeón (1): 2000
  -  Subcampeón (1): 2008

- Copa Continental Stanković:
  -   Campeón (1): 2009
  -  Subcampeón (3): 2010, 2011, 2012
  -  Tercer lugar (1): 2005

- Juegos de la Commonwealth:
  -   Campeón (2): 2006, 2018